# 受領名
受領名（ずりょうめい）は、前近代の日本において、主に武家や神職などの通称（仮名）として用いられた、非公式な官職名のこと。
- 朝廷や寺院が出入りの商工業者に名乗ることを許した非公式な官名。
- 主に室町時代から戦国時代にかけて守護大名、戦国大名が武功や功績ある家臣に対して授けた非公式な官名。

## 朝廷・寺院の授ける受領名
京都においては、朝廷や御所や寺院の用をはたす商工業者や芸能者に限り、家格や家業に箔をつけさせるため、金品次第により守、介、掾などの受領名を授け、特権的立場を与えた。受領名を有する商工業者が扱う商品は、ブランドとしての附加価値が認められ、同じ業種の職人がつくった商品の中でも、破格の値段で取引される。こうしたことから、多くの業者が自身の名誉と商売繁盛を期して受領名を求めた。
特に戦乱に疲弊し、武家に荘園を横領されてきた朝廷や寺院にとり、官位や受領名の授与は、貴重な収入源でもあった。
時は下り、明治政府は、1869年（明治2年）5月8日に、仁和寺、大覚寺および勧修寺に許可していた受領名の授受を廃止し、授受された者に対してその利用を停止する旨の布告を行った。これにより、寺院による受領名授受の歴史は終了した。

## 武家の受領名
室町時代以降、守護大名の間において武功ある家臣や被官に対して、朝廷の正式な位階や除目の伴わない、非公式な官名を授ける風習が生まれる。これが受領名である。多くの場合、大名の傘下にあって城や領地、兵力を有する国人や武将がその対象であった。この風習が転化し、自官や百官名、東百官という人名呼称が武士の間において定着するようになる。こうした主君から受領名を授かる際に交付されるのが官途書出、あるいは受領書出、官途状などといい、武家の格式と功名をあらわす栄誉として重んじられた。
江戸時代以降も官途状の付与という慣習は続いたものの、江戸幕藩体制下では武家官位という形で官職が身分秩序の統制に用いられたため、戦国時代のような幕府や有力大名とその重臣の間で官職が授受または私称されることはなくなっていった。ただし、古河公方の流れを汲む喜連川氏は代々、非正規の官名ながら歴代の鎌倉公方・古河公方の官職である左馬頭や左兵衛督を私称することが容認されており、大名旗本級の身分では受領名を名乗る稀少な例ということができる。